# Canadian Elite Basketball League 2021
La stagione CEBL 2021 fu la terza della Canadian Elite Basketball League. Parteciparono 7 squadre in un unico girone.

## Squadre partecipanti
- Edmonton Stingers
- Fraser V. Bandits
- Guelph Nighthawks
- Hamilton Badgers
- Niagara River Lions
- Ottawa Blackjacks
- Saskatchewan Rattl.

## Classifica
| Squadra                | V  | P  | PCT  | GB |
| ---------------------- | -- | -- | ---- | -- |
| Edmonton Stingers      | 13 | 1  | 92,9 | -  |
| Niagara River Lions    | 10 | 4  | 71,4 | 3  |
| Hamilton Honey Badgers | 9  | 5  | 64,3 | 4  |
| Fraser Valley Bandits  | 7  | 7  | 50,0 | 6  |
| Guelph Nighthawks      | 5  | 9  | 35,7 | 8  |
| Ottawa Blackjacks      | 4  | 10 | 28,6 | 9  |
| Saskatchewan Rattlers  | 1  | 13 | 7,1  | 12 |

## Play-off

### Quarti di finale
| Hamilton 14 agosto 2021, ore 16:00               | Hamilton Honey Badgers | 94 – 96 (19–14, 19–29, 31–27, 25–26) | Ottawa Blackjacks | FirstOntario Centre (812 spett.) |
| \| \| \| \| \| Johnson 16 \| Punti \| 32 Gray \| |                        |                                      |                   |                                  |
|                                                  |                        |                                      |                   |                                  |
| Johnson 16                                       | Punti                  | 32 Gray                              |                   |                                  |

| Abbotsford 15 agosto 2021, ore 16:00               | Fraser Valley Bandits | 104 – 84 (24–15, 34–20, 30–30, 16–19) | Guelph Nighthawks | Abbotsford Centre |
| \| \| \| \| \| Gilbeck 26 \| Punti \| 24 Bryson \| |                       |                                       |                   |                   |
|                                                    |                       |                                       |                   |                   |
| Gilbeck 26                                         | Punti                 | 24 Bryson                             |                   |                   |

### Semifinali
| Edmonton 20 agosto 2021, ore 19:00                     | Niagara River Lions | 84 – 82 (23–13, 19–23, 22–24, 20–22) | Fraser Valley Bandits | Edmonton Expo Centre |
| \| \| \| \| \| Delaurier 20 \| Punti \| 19 Campbell \| |                     |                                      |                       |                      |
|                                                        |                     |                                      |                       |                      |
| Delaurier 20                                           | Punti               | 19 Campbell                          |                       |                      |

| Edmonton 20 agosto 2021, ore 21:30            | Edmonton Stingers | 94 – 87 (30–23, 21–22, 14–23, 29–19) | Ottawa Blackjacks | Edmonton Expo Centre |
| \| \| \| \| \| Moon 22 \| Punti \| 17 Ward \| |                   |                                      |                   |                      |
|                                               |                   |                                      |                   |                      |
| Moon 22                                       | Punti             | 17 Ward                              |                   |                      |

### Finale CEBL
| Edmonton 22 agosto 2021, ore 16:00              | Edmonton Stingers | 101 – 65 (22-12, 20-17, 28-18, 31-18) | Niagara River Lions | Edmonton Expo Centre |
| \| \| \| \| \| Moon 28 \| Punti \| 17 Scrubb \| |                   |                                       |                     |                      |
|                                                 |                   |                                       |                     |                      |
| Moon 28                                         | Punti             | 17 Scrubb                             |                     |                      |

### Tabellone
|  | Quarti di finale | Quarti di finale | Quarti di finale |               |          | Semifinali | Semifinali | Semifinali |  |  | Finale CEBL | Finale CEBL | Finale CEBL |  |
|  |                  |                  |                  |               |          |            |            |            |  |  |             |             |             |  |
|  |                  |                  |                  |               |          | 1          | Edmonton   | 1          |  |  |             |             |             |  |
|  |                  |                  |                  |               |          | 1          | Edmonton   | 1          |  |  |             |             |             |  |
|  |                  |                  |                  | Ottawa        | 0        |            |            |            |  |  |             |             |             |  |
|  | 3                | Hamilton         | 0                | Ottawa        | 0        |            |            |            |  |  |             |             |             |  |
|  | 3                | Hamilton         | 0                |               |          |            |            |            |  |  |             |             |             |  |
|  | 6                | Ottawa           | 1                |               |          |            |            |            |  |  |             |             |             |  |
|  | 6                | Ottawa           | 1                |               | Edmonton | Edmonton   | 1          |            |  |  |             |             |             |  |
|  |                  |                  |                  |               |          |            |            |            |  |  |             |             |             |  |
|  |                  |                  | Niagara          | Niagara       | 0        |            |            |            |  |  |             |             |             |  |
|  |                  |                  |                  | Niagara       | 0        |            |            |            |  |  |             |             |             |  |
|  |                  |                  |                  |               |          |            |            |            |  |  |             |             |             |  |
|  |                  |                  |                  |               |          |            |            |            |  |  |             |             |             |  |
|  |                  | 2                | Niagara          | 1             |          |            |            |            |  |  |             |             |             |  |
|  |                  |                  |                  | 1             |          |            |            |            |  |  |             |             |             |  |
|  |                  |                  |                  | Fraser Valley | 0        |            |            |            |  |  |             |             |             |  |
|  | 4                | Fraser Valley    | 1                | Fraser Valley | 0        |            |            |            |  |  |             |             |             |  |
|  | 4                | Fraser Valley    | 1                |               |          |            |            |            |  |  |             |             |             |  |
|  | 5                | Guelph           | 0                |               |          |            |            |            |  |  |             |             |             |  |

## Vincitore
| Campione CEBL 2021            |
| ----------------------------- |
| Edmonton Stingers (2º titolo) |

## Statistiche
| Categoria             | Giocatore        | Squadra                | Stat  |
| --------------------- | ---------------- | ---------------------- | ----- |
| Punti per gara        | Xavier Moon      | Edmonton Stingers      | 23,1  |
| Rimbalzi per gara     | Javin DeLaurier  | Niagara River Lions    | 10,4  |
| Assist per gara       | Xavier Moon      | Edmonton Stingers      | 5,3   |
| Palle rubate per gara | Demarcus Holland | Saskatchewan Rattlers  | 2,4   |
| Stoppate per gara     | Brandon Gilbeck  | Fraser Valley Bandits  | 2,7   |
| Percentuale dal campo | Ryan Wright      | Ottawa Blackjacks      | 71,7% |
| Percentuale da 3      | Nino Johnson     | Hamilton Honey Badgers | 44,4% |

## Premi CEBL
- CEBL Most Valuable Player: Xavier Moon, Edmonton Stingers
- CEBL Coach of the Year: Jermaine Small, Edmonton Stingers
- CEBL Defensive Player of the Year: Brandon Gilbeck, Fraser Valley Bandits
- CEBL Clutch Player of the Year: Lindell Wigginton, Hamilton Honey Badgers
- CEBL 6th man of the year: Adika Peter-McNeilly, Edmonton Stingers
- CEBL Canadian Player of the Year: Lindell Wigginton, Hamilton Honey Badgers
- CEBL U Sports Developmental Player of the Year: Lloyd Pandi, Niagara River Lions
- CEBL Finals MVP: Xavier Moon, Edmonton Stingers
- All-CEBL First Team
  - Jordan Baker, Edmonton Stingers
  - Nick Ward, Ottawa Blackjacks
  - Javin DeLaurier, Niagara River Lions
  - Xavier Moon, Edmonton Stingers
  - Lindell Wigginton, Hamilton Honey Badgers
- All-CEBL Second Team
  - Marlon Johnson Jr., Edmonton Stingers
  - Brandon Gilbeck, Fraser Valley Bandits
  - Ahmed Hill, Guelph Nighthawks
  - Cat Barber, Guelph Nighthawks
  - Alex Campbell, Fraser Valley Bandits
- All-CEBL Canadian Team
  - Shaquille Keith, Fraser Valley Bandits
  - Tommy Scrubb, Niagara River Lions
  - Jordan Baker, Edmonton Stingers
  - Alex Campbell, Fraser Valley Bandits
  - Lindell Wigginton, Hamilton Honey Badgers